# Werner Staake
Werner Staake (* 28. Mai 1910 in Rampitz; † 3. August 1995 in Oranienburg) war ein deutscher Widerstandskämpfer gegen den Nationalsozialismus. Er war Parteifunktionär (SED), Diplomat, Abgeordneter der Volkskammer der DDR und Direktor der Nationalen Mahn- und Gedenkstätte Sachsenhausen.

## Leben
Der Sohn eines Buchhalters absolvierte nach dem Besuch der Volksschule eine Lehre als Tischler und Revolverdreher. 1929 wurde er Mitglied des Kommunistischen Jugendverbandes (KJVD). Er war Organisationsleiter der illegalen „Roten Jungfront“, der Jugendorganisation des Roten Frontkämpferbundes (RFB) und seit 1931 Mitglied der Kommunistischen Partei Deutschlands (KPD). Bei Thälmanns letzten Auftritt in Leipzig am 9. April 1932 war er als Angehöriger des damals illegalen RFB zum Schutz von Thälmann eingesetzt. Nach 1933 leistete er illegale antifaschistische Widerstandsarbeit in der Parteigruppe Leipzig-Volkmarsdorf, in der auch seine Mutter und seine jüngere Schwester aktiv waren. Beide wurden später ebenfalls wegen „Vorbereitung zum Hochverrat“ eingesperrt. Er wurde in den KZ Colditz und Sachsenburg inhaftiert. Nach seiner Entlassung betätigte er sich wieder illegal und flüchtete nach Dänemark. Er wurde ausgewiesen und 1934 erneut verhaftet. 1935 wurde er wegen Vorbereitung zum Hochverrat zu vier Jahren Zuchthaus verurteilt, die er im Zuchthaus Waldheim und im Strafgefangenenlager Aschendorfer Moor/Emsland verbrachte. Nach der Strafverbüßung wurde er am 2. Januar 1939 in das KZ Sachsenhausen und 1942 in das KZ Flossenbürg verschleppt. Am 24. April 1945 wurde er durch die US-Armee befreit. Fritz Selbmann hatte ihm in seinem Roman „Die lange Nacht“ als II. Lagerältester Walter Bäumler ein Denkmal gesetzt.
1945 baute er die Leipziger KPD-Organisation mit auf und wurde 1946 Mitglied der SED. 1949 wurde er Kulturdirektor des VEB Benzinwerk Böhlen. Von 1950 bis 1954 gehörte er als Mitglied der Kulturbund-Fraktion der Volkskammer an und war gleichzeitig Kulturdirektor des SAG-Betriebes Kirow-Werke Leipzig. Von 1955 bis 1962 wirkte er als Prorektor für Studienangelegenheiten an der Deutschen Akademie für Staats- und Rechtswissenschaft (DASR). Von Dezember 1962 bis 1965 war er Generalkonsul der DDR in Gdańsk. Im August 1966 wurde er an Stelle des verstorbenen Christian Mahler Direktor der Nationalen Mahn- und Gedenkstätte Sachsenhausen (bis 1976). Er war Mitglied des Internationalen Sachsenhausen-Komitees und des Bezirkskomitees der Antifaschistischen Widerstandskämpfer Potsdam.
Staake wohnte zuletzt in Oranienburg.

## Auszeichnungen
- 1955 Vaterländischer Verdienstorden in Bronze und 1975 in Gold
- 1981 Ehrenspange zum Vaterländischen Verdienstorden in Gold